# And His Coat Came Back
And His Coat Came Back è un cortometraggio muto del 1909. Il nome del regista non viene riportato nei credit.

## Trama
Un giudice si compera un cappotto. Ma il capo d'abbigliamento, troppo appariscente, provoca una serie di reazioni in famiglia e al lavoro che inducono il giudice a disfarsi del nuovo acquisto. Dopo una serie di passaggi di mano, il cappotto capita al Monte dei Pegni dove il proprietario vede sulla targhetta il nome del giudice e, credendo che sia stato rubato, lo riporta al suo vecchio proprietario.

## Produzione
Il film fu prodotto dalla Vitagraph Company of America.

## Distribuzione
Distribuito dalla Vitagraph Company of America, il film - un cortometraggio di 183 metri  - uscì nelle sale cinematografiche statunitensi il 2 marzo 1909. Nelle proiezioni, veniva programmato con il sistema dello split reel, accorpato in un'unica bobina con un altro cortometraggio prodotto dalla Vitagraph, Mogg Megone, an Indian Romance.